# 賓科 (庫利科羅區)
12°45′07″N 7°08′49″W / 12.752°N 7.147°W
賓科（法語：Binko），是馬里的城鎮，位於該國西南部，由庫利科羅區的迪瓦拉省負責管轄，面積586平方公里，2009年人口19,894，該鎮人口密度每平方公里33.95人。